# لينكولن (مقاطعة وود)
لينكولن، مقاطعة وود (بالإنجليزية: Lincoln, Wood County, Wisconsin)‏ هي بلدة تقع بولاية ويسكونسن في الولايات المتحدة. تبلغ مساحتها 88.7 (كم²)، وترتفع عن سطح البحر 363 م، بلغ عدد سكانها 1554 نسمة في عام 2000 حسب إحصاء مكتب تعداد الولايات المتحدة وتصل الكثافة السكانية فيها 17.5 نسمة/كم2.

## وصلات خارجية
- http://www.townoflincolnwc.com
- The US50 - Cities and Towns in Wisconsin State
- Wisconsin Cities and Towns, Facts, Map, Flag, Colleges, Government, and More